# Vuursalamander
De vuursalamander, ook wel gevlekte landsalamander of goudsalamander (Salamandra salamandra) is een landbewonende salamander die behoort tot de familie van de echte salamanders (Salamandridae).
De vuursalamander is een van de grootste Europese amfibieën en heeft een onmiskenbaar kleurpatroon; een zwarte kleur met gele vlekken en strepen. De vuursalamander heeft een gedrongen bouw en de ronde staart is relatief kort. De afstekende kleuren dienen om andere dieren af te schrikken; het is een vrij giftige soort. Er zijn veertien ondersoorten die aan de hand van het verspreidingsgebied en de afwijkende kleuren en tekeningen kunnen worden onderscheiden.
De ontwikkeling van de vuursalamander is bijzonder omdat geen eieren worden afgezet, maar deels ontwikkelde larven levend ter wereld worden gebracht. Soms komen ze zelfs volledig ontwikkeld ter wereld, wat uitzonderlijk is voor amfibieën. De vuursalamander komt voor in grote delen van Europa en leeft voornamelijk in beboste gebieden in relatief laaggelegen streken. Een ondersoort van de vuursalamander, Salamandra salamandra terrestris, komt ook voor in het zuiden van Nederland (Limburg) en in België.

## Uiterlijke kenmerken

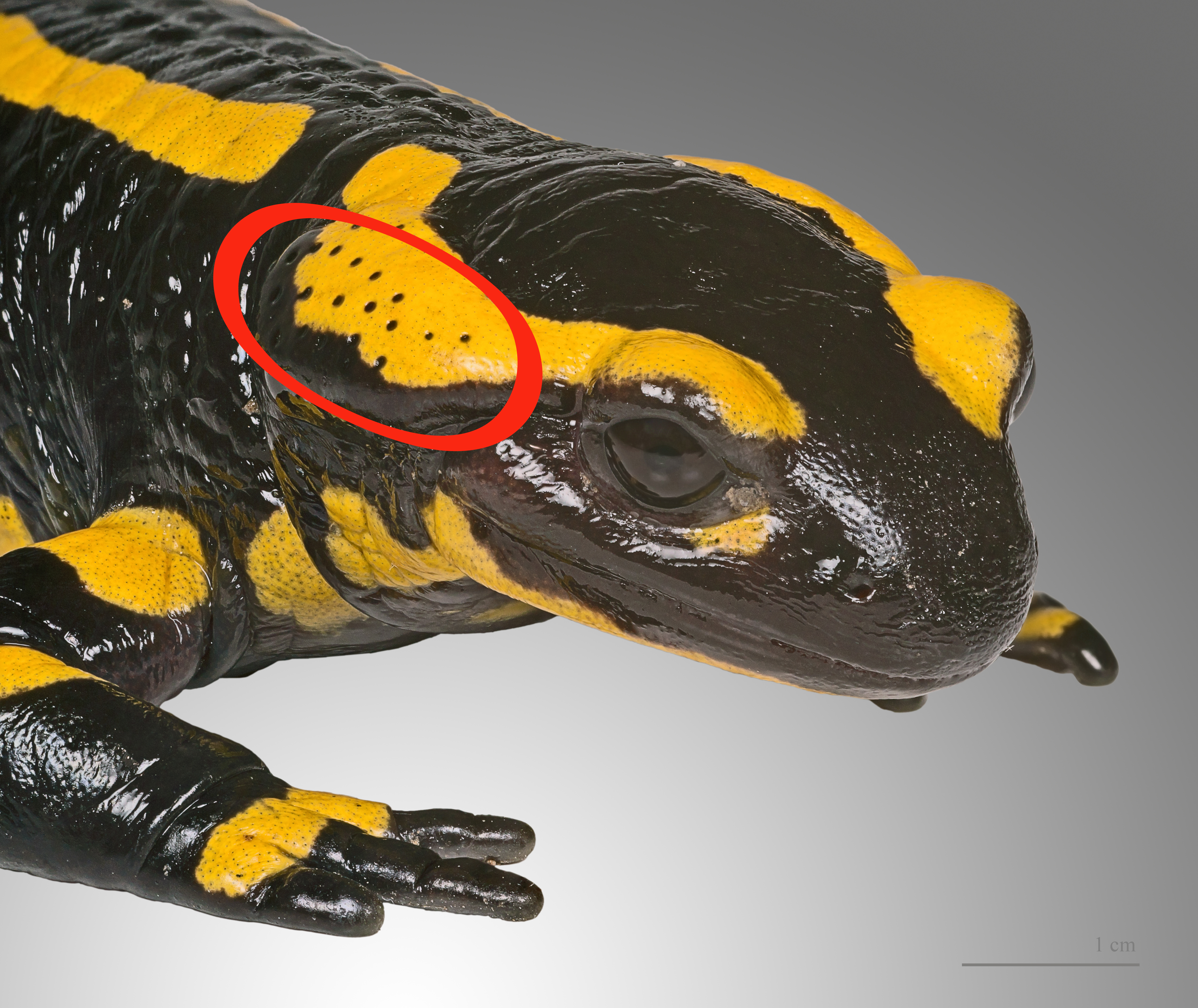
Gifklieren van de salamander; duidelijk zichtbaar zijn de parotoïden (omcirkeld).

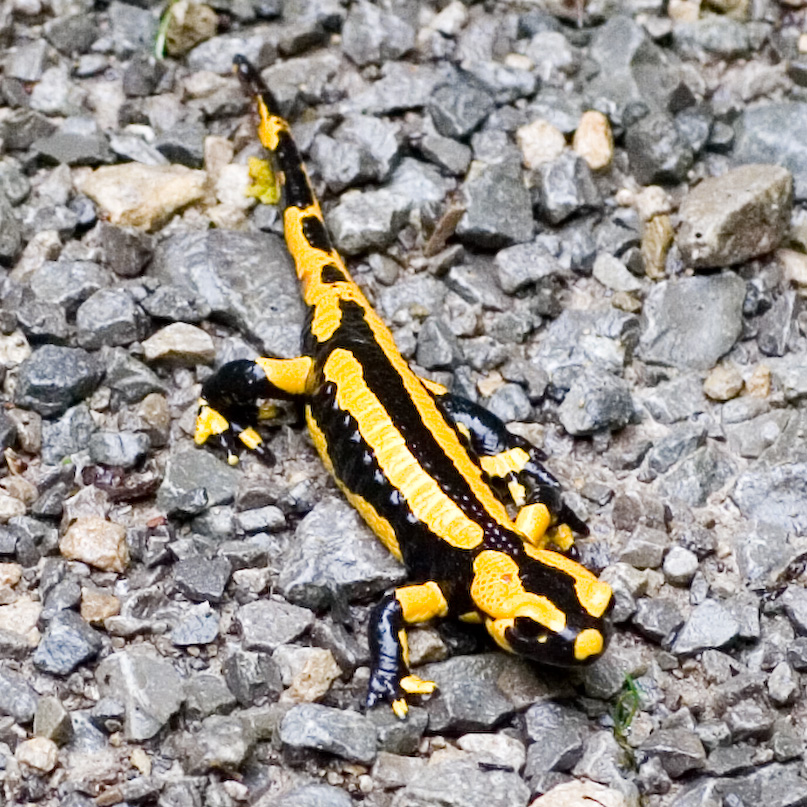
Sommige ondersoorten zijn sterk geel gekleurd, zoals Salamandra salamandra terrestris.

De vuursalamander is een opvallende soort door de aposematische kleuren. Dit zijn kleuren die dienen om natuurlijke vijanden af te schrikken. Het gehele lichaam heeft een overwegend zwarte basiskleur en een tekening van heldere gele pigmentvlekken tot strepen die sterk afsteken tegen de zwarte grondkleur. Er is echter veel variatie en sommige exemplaren zijn eerder geel met zwarte vlekken of strepen en ook exemplaren die vrijwel zwart zijn met enkele vlekken of landkaarttekeningen komen voor, de vlekken zijn soms oranje tot rood van kleur. De buikzijde is grijs en minder duidelijk gevlekt dan de rugzijde. De rugtekening verschilt vaak enigszins per ondersoort, zo heeft Salamandra salamandra fastuosa meestal duidelijke lengtestrepen op de rug. Salamandra salamandra gallaica heeft naast gele ook bloedrode en meer onregelmatige vlekken op voornamelijk de poten en kop. De eerste paar jaar na de metamorfose kan de tekening nog wat veranderen maar daarna blijft deze steeds hetzelfde, hierdoor zijn de salamanders individueel te herkennen. De parotoïden of oorklieren zijn altijd gekleurd zodat ze goed opvallen, deze nier-vormige en naar elkaar toe gekromde gifklieren hebben duidelijk zichtbare poriën waardoor het gif naar buiten stroomt als het dier zich bedreigd voelt. De huid is verder glad en heeft een glanzende en enigszins rubberachtige textuur die slijmerig aandoet maar niet zo aanvoelt.
De salamander heeft een vrij plompe bouw door het brede en ronde lichaam met een ronde staart die aan het einde is afgeplat. De staart heeft aan de onderzijde een lengtegroef en is duidelijk korter dan het lichaam, in tegenstelling tot de meeste Europese salamanders. De kop is groot en duidelijk afgesnoerd van het lichaam. Opvallend zijn de korte en stevige poten en kleine tenen wat een aanpassing is aan het leven op het land.
De vrouwtjes worden gemiddeld iets groter dan de mannetjes en behoorlijk zwaarder tot 50 gram, mannetjes blijven ongeveer 20 gram. Gedurende de voortplantingstijd hebben de mannetjes een sterk opgezwollen cloaca.
De gemiddelde lengte van een Midden-Europese vuursalamander van de kop tot het puntje van de staart is zo'n 14 tot 17 centimeter, maar sommige exemplaren kunnen een totale lichaamslengte van wel 23 cm bereiken. In het zuiden van het verspreidingsgebied komen grotere exemplaren voor, zo is een waarneming van een vuursalamander uit Zuid-Portugal bekend die een lengte had van meer dan 25 cm. Een salamander met een lengte van 19 centimeter kan een gewicht van 55 gram bereiken, zwangere vrouwtjes worden nog zwaarder. In Nederland blijft de salamander kleiner; de ondersoort die hier voorkomt wordt gemiddeld 16 centimeter, het langste exemplaar mat ruim 20 cm.

### Onderscheid met andere soorten
Van andere Europese soorten is de vuursalamander eenvoudig te onderscheiden. Er zijn enkele soorten die eenzelfde lichaamsbouw hebben zoals de alpenlandsalamander (Salamandra atra) en de Lanza's alpenlandsalamander (Salamandra lanzai) maar deze soorten zijn uniform zwart van kleur met hooguit kleine lichtere vlekjes.
Ook buiten Europa zijn er maar enkele soorten die moeilijk te onderscheiden zijn maar in het veld is determinatie eenvoudig; de Corsicaanse vuursalamander (Salamandra corsica) komt alleen voor op Corsica en de andere twee leven in Noord-Afrika, afgescheiden van alle andere soorten. Enkele soorten uit het Noord-Amerikaanse geslacht Ambystoma hebben een gelijkende bouw en tekening zoals de langteensalamander (Ambystoma macrodactylum) en de gevlekte salamander (Ambystoma maculatum). Deze zijn echter plomper gebouwd en missen de rijen huidklieren op rug en flanken, ook zijn de parotoïden niet goed zichtbaar.
De larven kunnen soms verward woorden met neotene exemplaren van de alpenwatersalamander maar zijn te onderscheiden aan de gele bovenzijde van de basis van de poten.

## Verspreiding en habitat

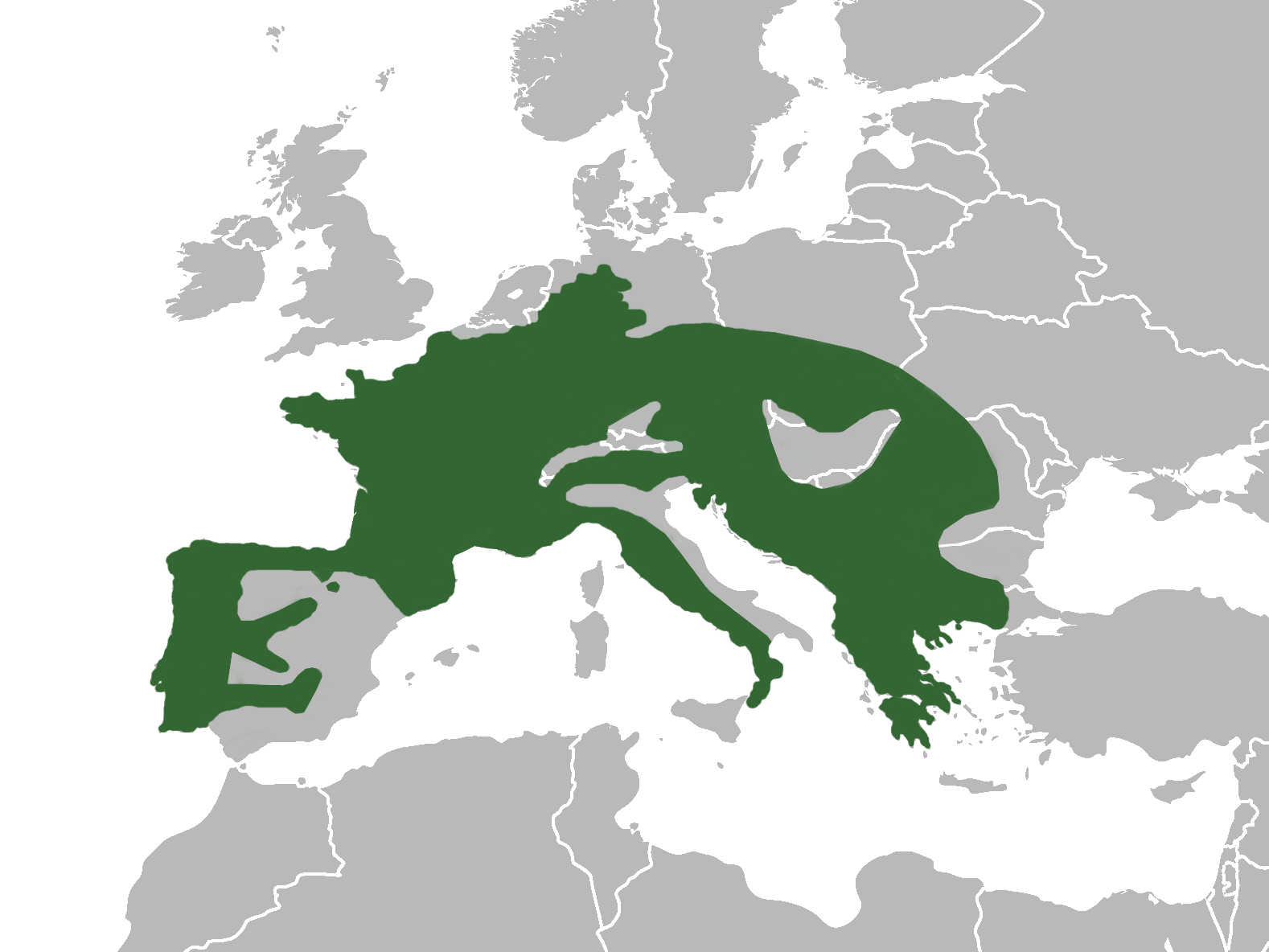
Huidig verspreidingsgebied van de vuursalamander

De vuursalamander komt voor in grote delen van centraal en oostelijk en in delen van zuidelijk Europa: Albanië, Andorra, België, Bosnië en Herzegovina, Bulgarije, Duitsland, Frankrijk, Griekenland, Hongarije, Italië, Kroatië Liechtenstein, Luxemburg, Montenegro, Noord-Macedonië, Nederland, zuidelijk Oekraïne, Oostenrijk, zuidelijk Polen, Portugal, Roemenië, San Marino, Servië, Slowakije, Slovenië, Spanje, Tsjechië en Zwitserland. De soort ontbreekt onder meer in Scandinavië, Rusland en Groot-Brittannië. Het is onduidelijk of de vuursalamander ook in Turkije voorkomt. Op 9 september 2010 zijn twee exemplaren aangetroffen op Corsica bij Cascade d'Anglais.
Enkele voormalige ondersoorten die tegenwoordig als volwaardige soorten worden beschouwd, zoals Salamandra infraimmaculata, komen buiten Europa voor in Turkije, Israël, Irak en Iran. In de literatuur komt de vuursalamander hierdoor ook buiten Europa voor maar dit is dus achterhaald.
De vuursalamander wordt gevonden van laaglanden op zeeniveau tot op een hoogte van 2150 meter boven zeeniveau in Tirol. De meeste exemplaren worden aangetroffen op een hoogte van 400 tot 700 meter boven zeeniveau.

### Habitat
De vuursalamander is een bewoner van bossen, voornamelijk loofbossen maar ook gemengde en soms ook naaldbossen. Het meest geschikt zijn koele, schaduwrijke en voedselrijke bossen, in het bijzonder matig vochtig wintereiken-beukenbossen. De salamander is al actief bij 10 graden boven nul en heeft een optimale temperatuur van ongeveer 15 tot 20 graden. In meer open gebieden zoals bergstreken wordt de salamander langs de begroeide oevers van wateren en in weilanden gevonden. De microhabitat bestaat uit de strooisellaag van bladeren, stukken schors, boomwortel en andere vochtige plaatsen als verlaten muizenholen, onder stenen, in en onder omgevallen boomstronken, in oude waterputten en in vochtige rotsspleten. Vuursalamanders graven zelf geen holen. De mens wordt niet geschuwd; in bewoonde gebieden worden natuurstenen muren gebruikt als schuilplaats.

### Nederland en België
In Nederland komt de vuursalamander voor op de vochtigere overgangen van essenbronbossen naar vochtig berken-zomereikenbos. Deze situatie is alleen aan te treffen in Zuid-Limburg, op de Maasdal-flanken nabij Bunde. Hier leeft de vuursalamander in de beekrijke hellingbossen. Deskundigen spreken ook van een zeer kleine (rest)populatie in de Achterhoek in vochtige beukenbossen. Onduidelijk is of daar sprake is van een relictpopulatie of dat er sprake is van recente migratie uit Duitsland. Enkele kilometers over de grens zijn in Duitsland nog vitale populaties aanwezig.
In België komt de vuursalamander vooral voor ten zuiden van de Samber en de Maas. In Vlaanderen zijn er nog populaties in de Vlaamse Ardennen, Vlaams-Brabant en de Voerstreek. Ook in het Hallerbos, het Meerdaalwoud en het Zoniënwoud komt de salamander voor. Op de Rodeberg bij Westouter is de salamander sinds de jaren 70 niet meer gezien. Aan de Franse kant van Westouter (de Zwarteberg) zijn nog populaties bekend. Er worden inspanningen gedaan om een herkolonisatie van de Vlaamse kant teweeg te brengen door beboste verbindingszones aan te leggen en exemplaren uit andere gebieden te introduceren.

## Levenswijze
In het volwassen levensstadium mag de vuursalamander als strikt solitair levend worden aangemerkt. Over territoriaal gedrag bij adulte individuen is weinig bekend. Alleen in de winter tijdens de winterslaap kunnen groepjes vuursalamanders in dezelfde schuilplaats worden aangetroffen. Ook gedurende de voortplantingstijd zoeken de dieren elkaar op om voor nageslacht te zorgen.
De vuursalamander is in tegenstelling tot vrijwel alle andere salamanders een zeer slechte zwemmer die nooit het water betreedt, behalve om de larven af te zetten. Zelfs hierbij gaat de salamander niet het water in maar steekt slechts de staart en cloaca onder water. Er zijn zelfs gevallen bekend van vrouwtjes die verdronken zijn nadat ze tijdens het baren in het water terechtkwamen.
Vuursalamanders zijn uitgesproken nachtdieren en zoeken actief naar voedsel. Ze kruipen over de vochtige humuslaag van bosbodems op zoek naar prooien. 's Nachts wordt voornamelijk de reukzin gebruikt om prooien op te sporen. Overdag verstopt de salamander zich in holen of onder objecten. Alleen bij regen, vooral na een droge periode, worden de dieren ook overdag wel gezien en het zijn dan echte zichtjagers.
In het zuiden van het verspreidingsgebied is de salamander het gehele jaar actief, behalve in gebieden met een droge zomer. Hier wordt een estivatie of zomerrust gehouden waarbij de dieren zich terugtrekken in vochtige schuilplaatsen onder de grond. In de noordelijke delen van het verspreidingsgebied wordt vaak een winterslaap gehouden van december tot februari. De salamander schuilt dan in holen, tussen boomwortels of in gangen onder objecten zoals verlaten muizenholen. Als de temperaturen hoger zijn kunnen de dieren hun schuilplaatsen verlaten. In het Nederlandse Bunderbos werden op 30 december nog vele tientallen actieve exemplaren aangetroffen bij een buitentemperatuur van 9 °C. Opmerkelijk is dat de salamander erg honkvast is en steeds terugkeert naar dezelfde overwinteringsplaats en uit onderzoek blijkt dat een schuilplaats 20 jaar lang werd bezocht door dezelfde salamanders. Hieruit blijkt dat de dieren een vorm van oriëntatievermogen moeten hebben om het landschap te leren kennen en zo terug te gaan naar de schuilplaats. Tijdens zachte winters of in warme landen wordt de winterslaap overgeslagen en is de salamander het gehele jaar actief.

### Voortplanting

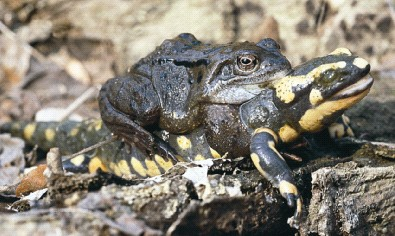
Een mannelijke bruine kikker ziet per abuis een vrouwelijke vuursalamander aan voor een partner. Salamanders kennen geen paargreep of amplexus zoals bij kikkers voorkomt.

De paring vindt altijd plaats op het land in de maanden maart tot september maar meestal in juni. De vuursalamander kent een balts waarbij het mannetje eerst het vrouwtje besnuffelt, onder haar kruipt en het vrouwtje optilt. Met zijn staart worden kronkelende bewegingen gemaakt die de cloaca van het vrouwtje stimuleren. Als het vrouwtje geïnteresseerd, is zet het mannetje een spermatofoor af die door het vrouwtje wordt opgenomen. Vrouwtjes kunnen spermatoforen maandenlang meedragen alvorens ze te bevruchten. Ze kunnen daarbij spermatoforen van meerdere mannetjes meedragen.
De vuursalamander is eierlevendbarend; dit betekent dat het embryonale stadium (het ei) zich volledig in het moederdier voltrekt evenals een deel van het larvestadium. De draagtijd is relatief lang en kan oplopen tot 8 maanden. De overlevende larven worden door het wijfje aan de rand van ondiepe wateren afgezet. Een vrouwtje kan afhankelijk van haar grootte 4 tot 75 larven baren die direct zijn voorzien van kieuwen, gemiddeld worden 33 larven geboren. Het vrouwtje laat zich hierbij achterwaarts half in het water zakken waarbij ze zich met de voorpoten vasthoudt aan de oever. Dit is het enige moment dat de vuursalamander het water betreedt.
In tegenstelling tot de meeste Europese salamanders komen de larven altijd met vier volledig ontwikkelde voor- en achterpoten ter wereld. Zodra ze geboren worden begint het vrijzwemmende larvestadium, de larven zijn dan ongeveer 2,5 tot 3,5 centimeter lang. Wanneer de jongen na twee tot drie maanden de kieuwen verliezen, verlaten zij voorgoed het water. Soms overwinteren de larven om pas het volgende jaar te metamorfoseren.
Van een aantal ondersoorten is beschreven dat de jongen volledig ontwikkeld ter wereld komen. Deze zijn al in het moederdier gemetamorfoseerd en zijn daardoor net als hun ouders op het land aangepast. De juvenielen hebben geen kieuwen meer en kennen geen vrijzwemmend larvestadium. De jongen zijn ook groter dan de larven als ze gemetamorfoseerd worden geboren, zo'n 3,5 tot 5 cm. Een nadeel is dat er gemiddeld minder jongen worden geboren omdat de kans bestaat dat de uit het ei gekropen larven elkaar in het moederlichaam opeten. Van een aantal ondersoorten is bekend dat onbevruchte eitjes worden geproduceerd. Dit doet denken aan de pijlgifkikkers uit het geslacht Oophaga die onbevruchte eitjes afzetten om de larven te voeren.
Salamandra salamandra bernardezi is de enige ondersoort waarvan bekend is dat altijd volledig gemetamorfoseerde jongen ter wereld worden gebracht. Deze vorm van ontwikkeling is ook waargenomen bij de ondersoorten Salamandra salamandra fastuosa en Salamandra salamandra gallaica en heel zelden Salamandra salamandra salamandra.
De vuursalamander is pas na vier jaar volwassen. In de natuur kan een leeftijd bereikt worden van 20 tot 25 jaar maar in gevangenschap kan de salamander zeer oud worden tot wel 50 jaar. Een exemplaar dat in het zoölogisch museum Museum Koenig in Bonn in een terrarium werd gehouden leefde hier van 1863 tot 1913.

### Voedsel
Het voedsel van een volwassen vuursalamander verschilt van dat van een jonger exemplaar en bestaat uit kleine tot middelgrote ongewervelden. Voornamelijk landbewonende slakken worden gegeten en dan vooral naaktslakken behorend tot het geslacht Arion zoals de gewone wegslak. Er is beschreven dat de salamander de slakken bij hun favoriete voedsel (paddenstoelen) opwacht en verslindt. Daarnaast hebben regenwormen een grote voorkeur. Prooien worden altijd in één keer verslonden.
Ook sommige geleedpotigen en de larven staan op het menu maar dit zijn altijd de wat tragere soorten omdat de salamander niet zo snel is. Voorbeelden zijn miljoenpoten, spinnen, pissebedden en rupsen.
Net als andere salamanders is de vuursalamander in het bezit van een zogenaamde schiettong die razendsnel naar buiten wordt gestoken en de prooi vastgrijpt en in de bek trekt. Vaak wordt een prooi ook gegrepen door het lichaam snel naar voren te bewegen in een springende beweging. Als de prooi eenmaal in de bek zit wordt deze door kleine tandjes in de onder- en bovenkaak en verhemelte vastgehouden en met schrokkende lichaamsbewegingen in de keel gebracht en doorgeslikt. Zowel de mond, tong als keel bevatten smaakpapillen.
Larven foerageren voornamelijk overdag en leven in het eerste levensjaar hoofdzakelijk van kleine kreeftachtigen zoals de watervlo. In het tweede levensjaar worden zoetwatervlokreeftjes het belangrijkst als basisvoedsel. In het derde levensjaar, het subadulte stadium, schakelt de vuursalamander direct over op wormen en naaktslakken. Bij voedselgebrek worden de larven kannibalistisch en eten elkaar op. Ook de larven van bruine kikkers en alpenwatersalamanders, die vaak in dezelfde watertjes aangetroffen kunnen worden, worden als voedsel beschouwd.

### Vijanden en verdediging

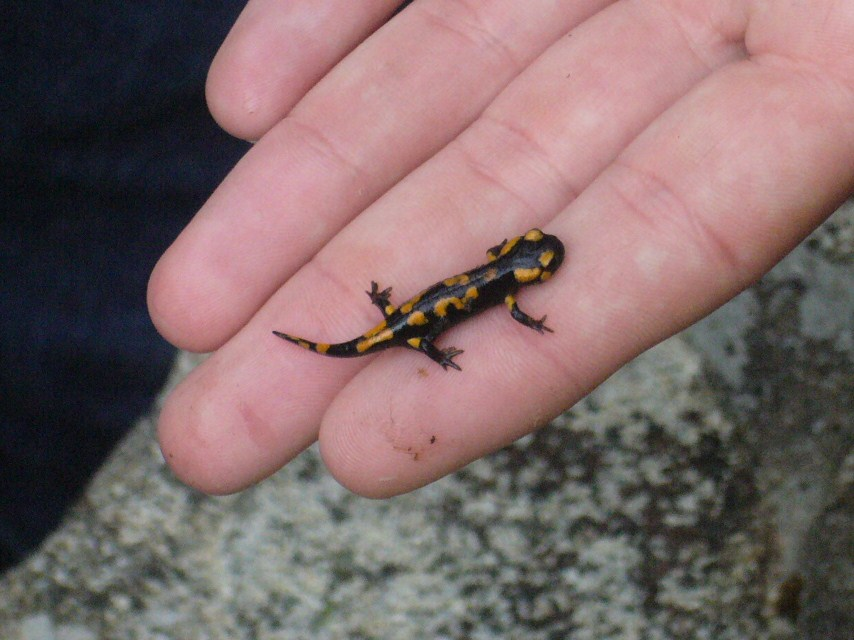
Juvenielen zijn klein en nog niet zo giftig.

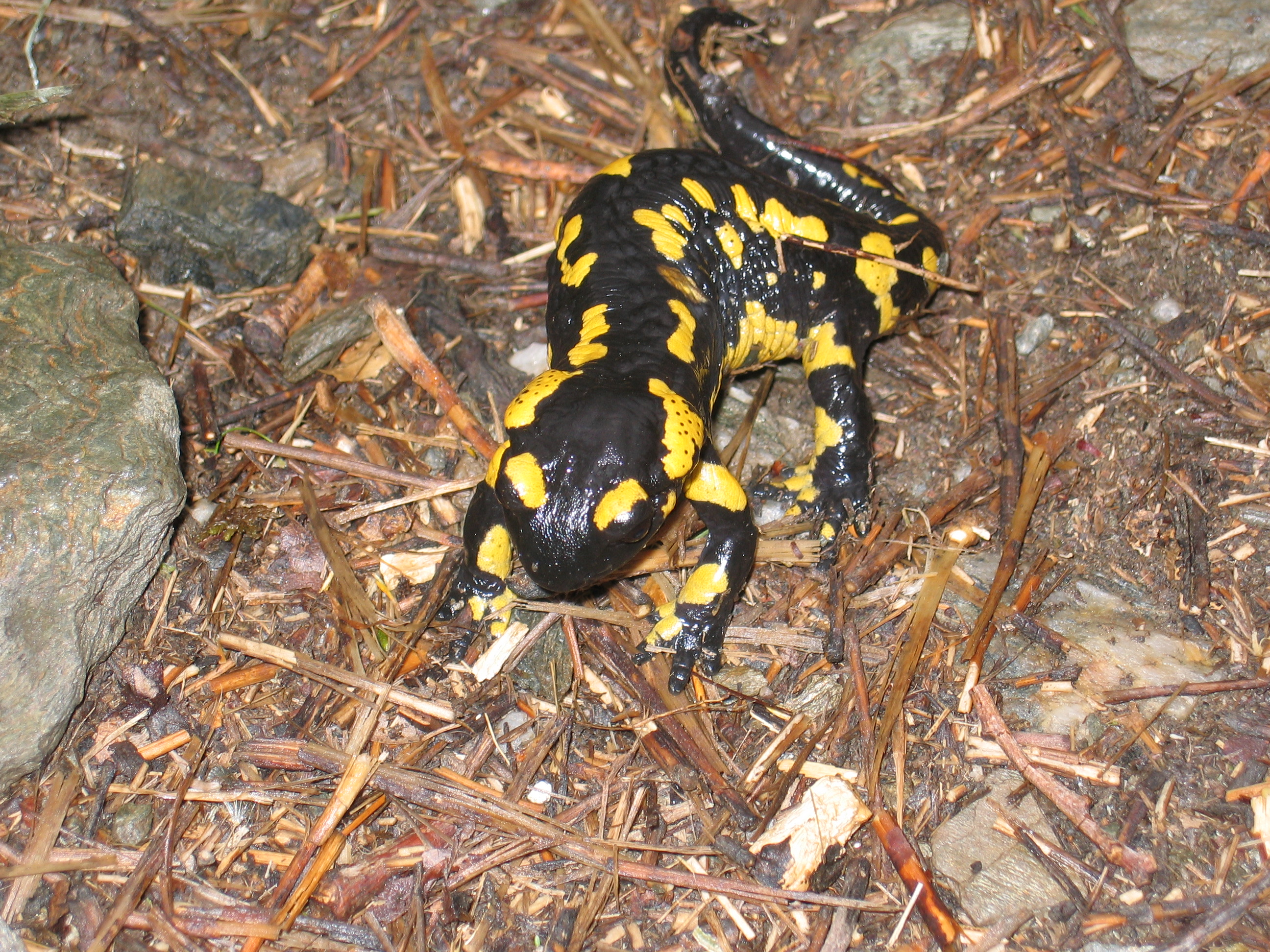
Verdedigingshouding

Er is niet veel bekend over natuurlijke vijanden van de volwassen vuursalamander. Oudere exemplaren zijn waarschijnlijk te giftig om door andere dieren
gegeten te worden. Vermoed wordt dat de salamander steeds giftiger wordt naarmate het dier ouder wordt of dat het gif steeds smeriger wordt. De vuursalamander kent een verdedigingshouding waarbij het dier hoog op de poten gaat staan en de rug wordt gekromd. Ook wordt de kop omlaag gehouden, zodat de gifklieren goed zichtbaar zijn. Volwassen vuursalamanders kunnen hun gif tot wel twee meter ver spuwen.
Gevallen met zowel huisdieren als met dieren uit dierentuinen hebben aangetoond dat consumptie van de vuursalamander dodelijk kan zijn. Jongere exemplaren zijn nog niet zo giftig en worden met name gegeten door loopkevers (Carabidae) - vooral de paarse loopkever en de gekorrelde veldloopkever. Deze loopkevers vreten de salamanderlarven op vanaf de buik, waarna uiteindelijk alleen delen van de kop, staart en rug overblijven.
De larven worden daarnaast belaagd door vissen zoals de beekforel, bronforel en rivierdonderpad, aquatische waterinsecten zoals libellenlarven van de gewone bronlibel en de zuidelijke bronlibel, verschillende waterkevers en de waterspitsmuis. Deze waterdieren vormen vooral een gevaar wanneer de larven door het stroom neerwaarts drijven en in dieper water belanden.
De belangrijkste verdediging is het schuwe gedrag; de salamander verschuilt zich een groot deel van zijn leven. Als een vijand toch een vuursalamander ontdekt wordt deze vaak afgeschrikt door de aposematische kleuring (schrikkleur) van de huid.
De vuursalamander scheidt bij bedreiging een vloeistof uit door de parotoïden en de huidklieren. De parotoïden of oorklieren zijn de grootste en belangrijkste gifklieren. Ze zijn duidelijk zichtbaar als nier-vormige kliercomplexen direct achter de ogen. Op de rug is een dubbele rij poriën zichtbaar evenals een enkele rij wrat-achtige bulten met openingen op iedere flank. Dit zijn de huidklieren en ook deze scheiden gifstoffen af. Het secreet bevat verschillende verbindingen waaronder de alkaloïden samandarine (C19H31NO), samandaridine (C21H31NO) en samanderon (C22H31NO2).
De afscheiding is zeer giftig voor gewervelden en veroorzaakt spiercontracties en een hoge bloeddruk en kan bij de mens bij orale opname hallucinaties veroorzaken. Bij onderzoekers is bekend dat de verbinding hevige pijnen kan veroorzaken wanneer het in de ogen terechtkomt.
Een bijzonderheid is dat de salamander het gif uit de huidklieren kan persen en het zo naar een belager kan spuiten. Dit heeft als voordeel dat een vijand al voor een aanval met het gif in aanraking komt en zal vluchten. Hiermee voorkomt de salamander dat een vijand pas na een beet vergiftigd wordt en loslaat waarbij de salamander gewond kan raken.

## Vuursalamanders en de mens

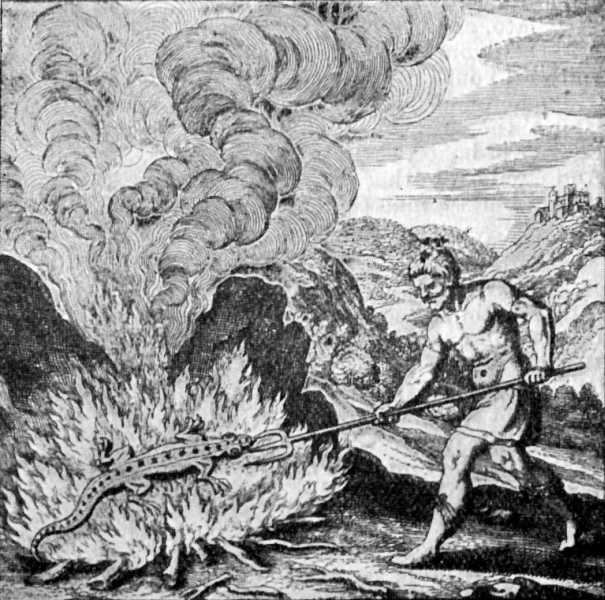
De vuursalamander zou zijn kleur ontlenen aan het vuur waaruit hij geboren wordt.

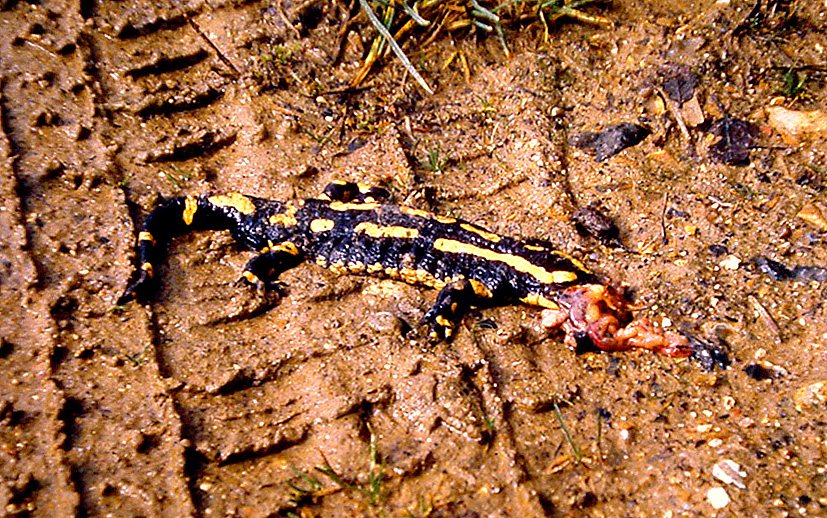
Vuursalamanders zijn kwetsbaar op wegen.

De vuursalamander wordt al sinds de middeleeuwen beschouwd als een bijzondere soort die een rol speelt binnen de alchemie. Heel lang dacht men dat de vuursalamander immuun zou zijn voor vuur. De vuursalamander dankt zijn wetenschappelijke naam Salamandra salamandra aan het Perzische woord samandar; sām betekent vuur en andarūn betekent binnenin. Vroeger dacht men dat de vuursalamander vuurbestendig zou zijn wat achterhaald is; door de zeer dunne huid kan de salamander net als alle amfibieën juist zeer slecht tegen hitte. Een verklaring is het feit dat in het haardvuur geworpen houtblokken soms schuilende vuursalamanders bevatten waarna deze het vuur uit vluchten en het lijkt of de salamander 'uit het vuur wordt geboren'.
Men dacht vroeger zelfs dat asbest, dat bestaat uit zeer hittebestendige vezels, uit de huid van vuursalamanders bestond. Marco Polo beschreef al in de dertiende eeuw dat de Tataren waar hij te gast was kleding hadden die van 'salamanderhuid' zou zijn gemaakt en ontdekte dat het om een mineraal ging. In 1676 werd tijdens een bijeenkomst van de Royal Society door een Chinese handelaar zogenaamde 'salamanderwol' (linum asbesti) getoond.
In de moderne cultuur duikt de vuursalamander op in verschillende media zoals het boek Harry Potter en de Vuurbeker en de gelijknamige film, maar ook het Bommel-verhaal De vuur-salamander.

### Bedreiging en bescherming
In Nederland en België is de vuursalamander een beschermde soort, de salamander is zeldzaam en komt op slechts enkele plaatsen voor. Belangrijke bedreigingen voor de vuursalamander in Europa zijn aantasting van de habitat zoals verstoring van loofbossen en het aanplanten van naaldbossen. Het aanleggen van verkeerswegen heeft een negatieve impact op amfibieën omdat populaties elkaar moeilijker bereiken. In gebieden waar vuursalamanders algemeen zijn worden jaarlijks vele exemplaren door auto's plat gereden. Ook veranderingen in het oppervlaktewater waarin de larven zich ontwikkelen spelen een rol. Voorbeelden zijn watervervuiling en de kweek van forellen in bergbeken; deze vissen eten de larven op. Een specifieke bedreiging van de Nederlandse populaties is het verdwijnen van bronbeekjes door verdroging waardoor de salamander zich niet meer kan voortplanten.
Hoewel de populaties in Nederland klein waren ging deze niet achteruit. Vanaf 2008 is dit echter veranderd; tijdens excursies werden steeds vaker dode vuursalamanders gevonden waar tot voor kort geen duidelijke verklaring voor was. In 2010 werd een sterke achteruitgang gemeten met nog slechts 4% van de populatie in leven in 2013. De oorzaak hiervan bleek een, voor de wetenschap nieuwe, schimmel te zijn; Batrachochytrium salamandrivorans. Uit tests in laboratoria is gebleken dat slechts 10-17 dagen nadat de vuursalamander hiermee in contact komt, deze komt te overlijden. Diverse acties en onderzoeken zijn opgezet om het uitsterven van de specifieke soort vuursalamander die in Nederland voorkomt, Salamandra salamandra terrestris, tegen te gaan. Het wordt echter gevreesd dat deze schimmel zich niet zal beperken tot de vuursalamanders in Nederland maar uit kan groeien tot een ramp onder de amfibieën zoals Batrachochytrium dendrobatidis dit al eerder heeft veroorzaakt met het uitsterven van ten minste 200 soorten amfibieën wereldwijd. Op grond van recent internationaal onderzoek wordt ervan uitgegaan dat de gevreesde schimmel afkomstig is uit Azië en dat hij via de dierenhandel naar Europa is gekomen.
In andere delen van Europa is de vuursalamander echter minder zeldzaam, in het noorden van de Pyreneeën worden bij een telling van twee proefvlakken 294 en 390 exemplaren per hectare gevonden, in een populatie in Westfalen (Duitsland) werd een aantal van 317 exemplaren vastgesteld. Er zijn ook populaties bekend die sterk bedreigd worden zoals die rond de Spaanse stad Oviedo waar de salamander te lijden heeft gehad onder stadsuitbreidingen.

### Handel in exotische dieren
De vuursalamander wordt wel in een terrarium gehouden als huisdier. Het is een van de grootste en bontst gekleurde Europese salamanders en wordt beschouwd als bijzonder decoratief. De salamander is daardoor wereldwijd zeer populair als huisdier in het terrarium. Vanwege de voorkeur voor wat koelere omgevingen is het aanschaffen van warmte-apparatuur niet nodig. Het is bovendien een rustige en trage soort die niet snel gestrest raakt. De salamander kan gevoerd worden met wormen, landslakken en kleine ongewervelden. Niet alleen particulieren houden de vuursalamander in gevangenschap, de soort is ook populair als modeldier vanwege het rustige karakter en makkelijk huisvesting.
In Nederland is de vangst van de salamander verboden maar in het buitenland gelden soms andere regels of is er minder aandacht voor handhaving op stroperij. De vuursalamander is in een deel van zijn areaal beschermd en mag niet worden gevangen. Sinds 1 januari 2017 is het nu legaal in Nederland om alle soorten vuursalamanders te houden, op voorwaarde dat ze in gevangenschap zijn gefokt en het bewijs hiervan kan worden getoond. Dit komt neer op de natte natuurbescherming, vervangt onder andere de Flora en Fauna-wet. Alleen de soorten die gevonden worden op het Afrikaanse continent, zoals de Noord-Afrikaanse vuursalamander (Salamandra algira), worden echter ook internationaal beschermd omdat ze te boek staan als kwetsbaar. De beschermingsstatus van de Corsicaanse vuursalamander wordt door het IUCN geclassificeerd als niet bedreigd. Naast legaal verkregen dieren wordt er ook gestroopt, wat een negatieve impact heeft op de populaties van de verschillende ondersoorten.

## Taxonomie
De vuursalamander is een salamander (Caudata) die behoort tot de familie van de echte salamanders (Salamandridae). De echte salamanders zijn een pluriforme familie waartoe ook de watersalamanders uit de geslachten Triturus en Lissotriton behoren. Andere soorten uit het geslacht Salamandra lijken qua bouw sterk op de vuursalamander. Er is uiterlijk enige gelijkenis met de molsalamanders uit het geslacht Ambystoma maar deze salamanders zijn niet verwant.
De vuursalamander werd door Linnaeus in 1758 voor het eerst beschreven onder de naam Lacerta salamandra. Tegenwoordig is het geslacht Lacerta een geslacht van de echte hagedissen (Lacertidae). Ook werd de salamander toegewezen aan geslachten als Gekko (tegenwoordig gekko's) en het niet meer erkende geslacht Triton (tegenwoordig Triturus). De vuursalamander heeft lange tijd Salamandra maculosa en -maculata als wetenschappelijke naam gehad. Er zijn tientallen synoniemen waardoor de literatuur niet altijd eenduidig is over deze soort.

### Ondersoorten

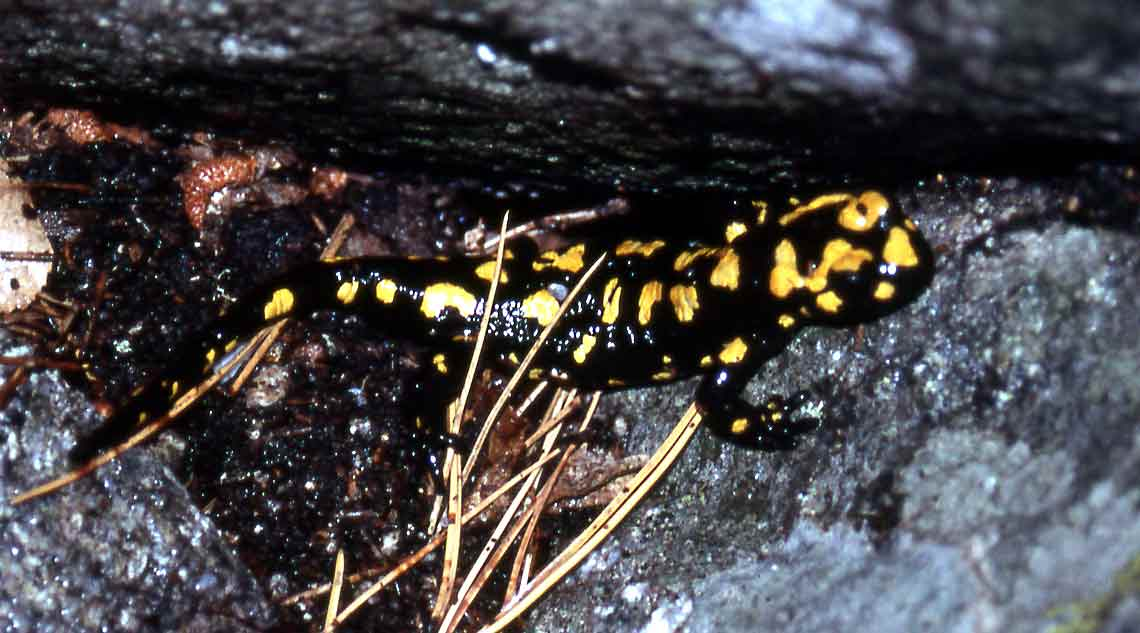
De Corsicaanse vuursalamander (Salamandra corsica) uit Corsica was vroeger een ondersoort van de vuursalamander.

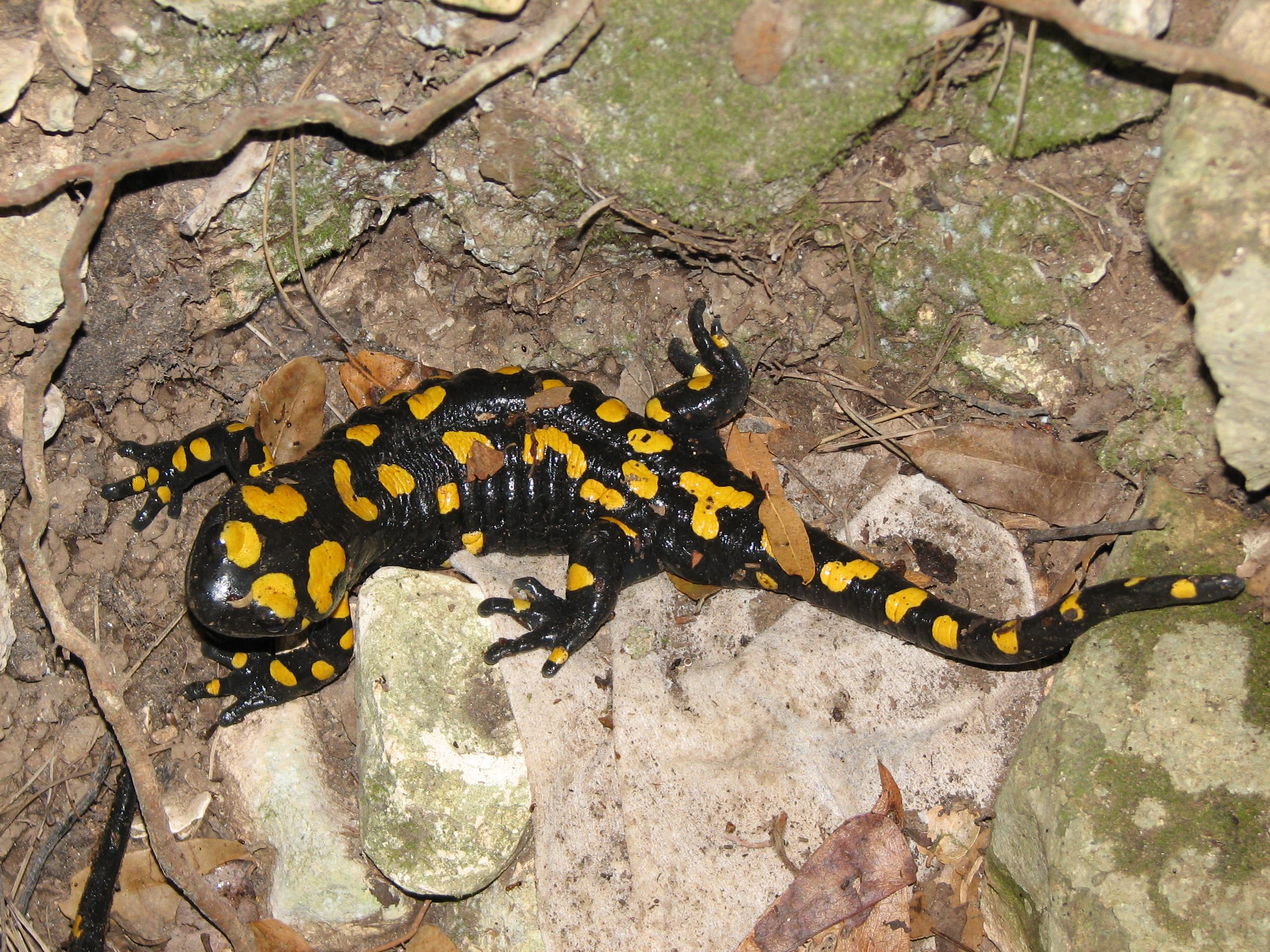
Salamandra infraimmaculata uit Israël was vroeger een ondersoort, maar wordt tegenwoordig als aparte soort beschouwd.

De vuursalamander wordt in dertien verschillende ondersoorten onderverdeeld op basis van verschillende variaties. De meeste ondersoorten hebben een zeer beperkt verspreidingsgebied, soms komen verschillende ondersoorten binnen een gebied voor. Veel ondersoorten zijn van andere te onderscheiden door bepaalde kleuren en patronen. Soms wordt een ondersoort tot aparte soort verheven zoals Salamandra infraimmaculata. Deze soort werd tot 1995 als ondersoort van de vuursalamander gezien. Andere voorbeelden zijn de Noord-Afrikaanse vuursalamander (Salamandra algira) en de Corsicaanse vuursalamander (Salamandra corsica) die endemisch is op het eiland Corsica.

## Ondersoorten
- Salamandra salamandra alfredschmidti: noordwestelijk Spanje
- Salamandra salamandra almanzoris: noordwestelijk en centraal Spanje
- Salamandra salamandra bejarae: centraal en oostelijk Spanje
- Salamandra salamandra bernardezi: noordelijk en noordwestelijk Spanje
- Salamandra salamandra beschkovi: Bulgarije ten noorden van het Piringebergte
- Salamandra salamandra crespoi: zuidwestelijk Portugal (Algarve)
- Salamandra salamandra fastuosa: noordoostelijk Spanje
- Salamandra salamandra gallaica: Portugal
- Salamandra salamandra gigliolii: centraal- en zuidelijk Italië
- Salamandra salamandra morenica: centraal Zuid-Spanje
- Salamandra salamandra salamandra: De Balkan, de Karpaten, oostelijk Duitsland, Oostenrijk, zuidoostelijk Frankrijk en noordelijk Italië.
- Salamandra salamandra terrestris: Westelijk Centraal en Noord-Europa.
- Salamandra salamandra werneri: Griekenland

De nominale ondersoort Salamandra salamandra salamandra heeft het grootste verspreidingsgebied. De ondersoort die in Nederland en België voorkomt is Salamandra salamandra terrestris. Het verspreidingsgebied van deze ondersoort overlapt die van Salamandra salamandra salamandra in het Rijn-Maingebied.